# Alt Urgell
Alt Urgell là một comarca (hạt) ở Catalonia, Tây Ban Nha.

## Các đô thị
Dân số ngày 1 tháng 1 năm 2005.
- Alàs i Cerc - 406
- Arsèguel - 92
- Bassella - 261
- Cabó - 108
- Cava- 60
- Coll de Nargó - 600
- Estamariu - 119
- Fígols i Alinyà - 273
- Josa i Tuixén - 170
- Montferrer i Castellbò - 856
- Oliana - 1.932
- Organyà - 960
- Peramola - 373
- El Pont de Bar - 158
- Ribera d'Urgellet - 935
- La Seu d'Urgell - 12.317; seat of the Bishop of Urgell
- Les Valls d'Aguilar - 315
- Les Valls de Valira - 810
- La Vansa i Fórnols - 191